# Dorrington Lane
Dorrington Lane – osada w Anglii, w hrabstwie Shropshire. Leży 37 km na północny wschód od miasta Shrewsbury i 226 km na północny zachód od Londynu.